# Keszthelyi kódex

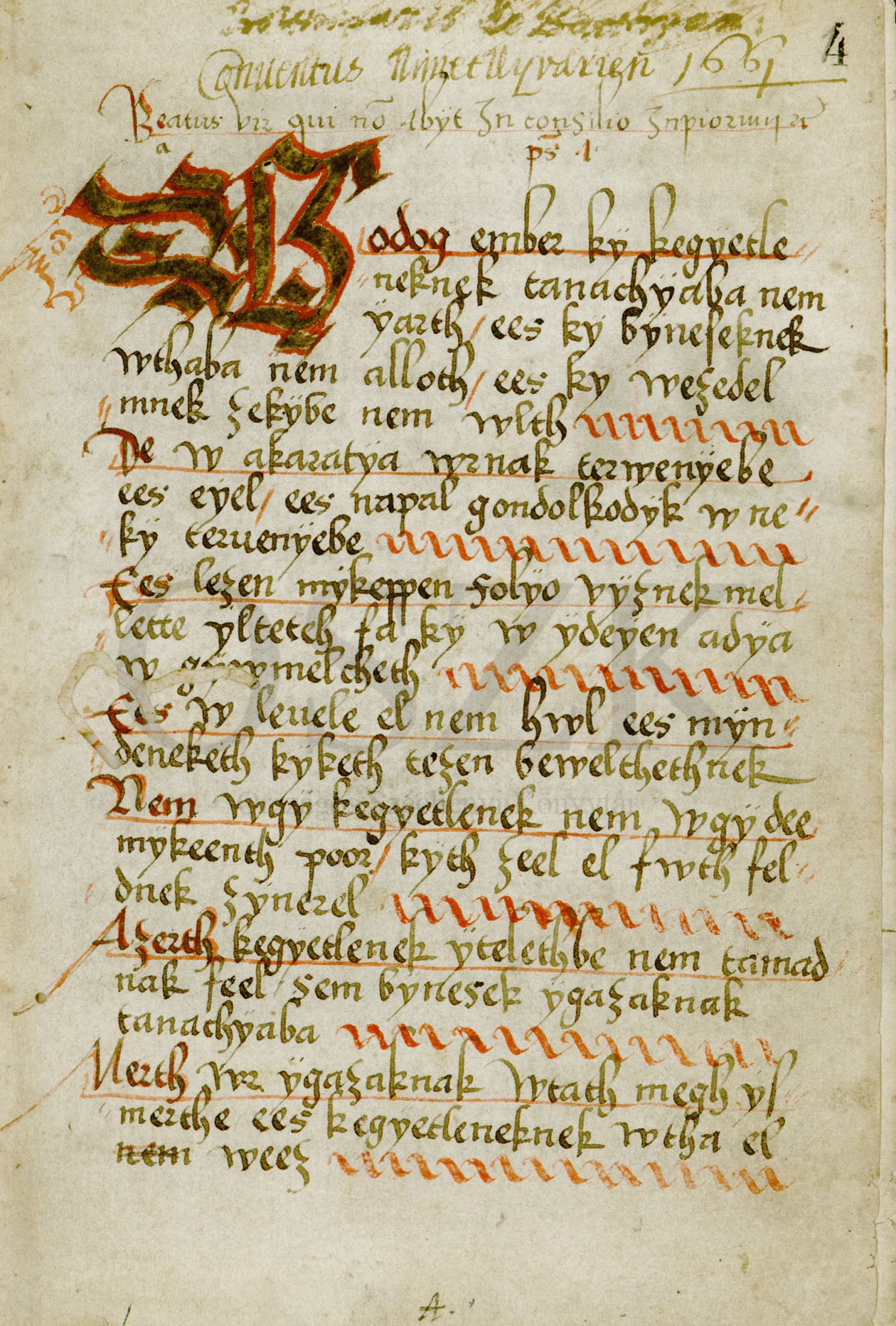
A Keszthelyi-kódex első levele.

A Keszthelyi kódex 1522-ben keletkezett magyar nyelvű zsoltároskönyv a ferences rendhez kötődő beginák számára. Másolója Velikei Gergely  volt Lékán. Mérete negyedrét, terjedelme 226 levél (452 oldal). Nem csupán a 150 zsoltár magyar fordítását tartalmazza, hanem himnuszokat, illetve néhány imát is, emiatt jellegét tekintve sokkal inkább breviárium, mintsem zsoltároskönyv. A Kulcsár-kódex-szel azonos felépítése, illetve a benne foglalt anyag azonossága arra utal, hogy a két kódex egy közös, mára elveszett kézirat alapján készülhetett (a Kulcsár-kódex keletkezési dátuma 1539).  A két kódexben közös a zsoltárfordítás, a Te Deum laudamus kezdetű himnusz, illetve néhány imádság, viszont ami szöveg a Keszthelyi kódex 413. oldala után kezdődik, az a Kulcsár-kódexben már nem szerepel. Maga a zsoltárfordítás sok tekintetben emlékeztet a Döbrentei-kódex zsoltáraira, illetve használja az 1513-as Czech-kódex fordításait. 
A kötet a keszthelyi Festetics-könyvtár tulajdona volt, nevét is innen kapta. Jelenleg az Országos Széchényi Könyvtár tulajdona. Nyomtatásban először a Nyelvemléktár 13. kötetében jelent meg 1885-ben.

## Szakirodalom
- Molnár József – Simon Györgyi: Magyar nyelvemlékek. Tankönyvkiadó, Budapest, 1976.